# Hemitelia kohautiana
Hemitelia kohautiana là một loài thực vật có mạch trong họ Cyatheaceae. Loài này được (C. Presl) Kunze mô tả khoa học đầu tiên năm 1844.